# 橘長蠣盾介殼蟲
橘長蠣盾介殼蟲（学名：Insulaspis gloverii）为盾介殼蟲科長蠣盾介殼蟲屬下的一个种。